# Klibbarv
Klibbarv (Cerastium glutinosum) är en växtart i familjen nejlikväxter. 